# Jyothipura, Jagalur
Jyothipura là một làng thuộc tehsil Jagalur, huyện Davanagere, bang Karnataka, Ấn Độ.